# Видеопиратство
Пиратските филми се разпространяват в най-различни форми от различни групи и организации. Първата версия на филм, като цяло, е с по-ниско качество (поради липса на източници), и в крайна сметка се замества с по-добри версии впоследствие, като на разположение са по-качествени източници.

## История
Пиратските филми обикновено се предлагат в различни формати и различни версии при поява на по-добри източници. Версиите обикновено са кодирани в популярните формати към момента на кодиране. Източниците на пиратски копия често се променят с времето, в крак с новите технологии или в отговор на мерки против пиратство.

### Cam
Cam (от английското camera, в превод камера), датиращ от зората на филмовото пиратство, представлява снимане на екрана в киното. По този начин филмите се пиратстват още преди да са налични за домашно гледане. Обикновено cam релийзите са най-нискокачественото копие на филм.

### Предварителни рилийзи
Още от 1998 warez групи започват да публикуват игрални филми преди техните кино премиери. Тези пиратски версии обикновено са под формата на VCD или SVCD. Виден пример за това е рилийзът на Американски пай поради три главни причини:
1. Рилийзът е в нецензуриран workprint формат. Последвалата кино версия е орязана с няколко минути, като някои сцени са били преработени за да отговарят на стандартите на MPAA.

### DVD „рипване“

#### x264
През февруари 2012 консорциум от известни пиратски групи официално обявяват x264, безплатният H.264 кодек, за нов стандарт за рилийзи, замествайки предишния формат, който е Xvid в AVI контейнер. Преместването към H.264 също така изкарва от употреба AVI, който бива заместен от MP4 и MKV (Matroska), въпреки че AVI видеота все още се срещат.

#### x265 (HEVC)
С нарастващата популярност на стрийминг сайтовете в САЩ, филмите започват да бъдат „рипвани“ от стрийминг платформи и преформатирани в HEVC в Matroska контейнер. Кодекът позволява сравнително малък размер за висококачествени филмови релийзи.

## „Рилийз“ формати
По-долу е таблицата с различните типове рилийзи подредени във възходящ ред спрямо качеството. Специални правила определят формата и наименуването им.
| Тип | Надпис                                                                           | Популярност                                                      |
| --- | -------------------------------------------------------------------------------- | ---------------------------------------------------------------- |
| Cam | CAMRip CAM                                                                       | Често срещан; Ниското качество обаче го прави непопулярен формат |
| Копие на филма, направено в кино с помощта на camcorder или мобилен телефон. Източникът на звука е микрофона на камерата. „Cam рипове“ се появяват сравнително бързо след премиерата на филма. качеството варира от ужасно до поносимо, в зависимост от използваната камера и обработката на записа. Главният недостатък е качеството на звука. Микрофонът записва и звуци от публиката в киното, а камерата улавя силуетите на преминаващи хора. |                                                                                  |                                                                  |
| Telesync | TS HDTS TELESYNC PDVD PreDVDRip                                                  | Често срещан                                                     |
| Telesync (TS) е запис на филм, обикновено сниман с професионална камера и триножник в кабината за проектиране. Главната разлика между CAM и TS рилийз е, че звукът при TS се записва с директна връзка към аудио източника (обикновено FM microbroadcast предвиден за хора с увреден слух, или от drive-in кино). Често, cam релийзи биват грешно отбелязвани за telesync. HDTS се използва за отбелязването на Висококачествен видео запис. |                                                                                  |                                                                  |
| Workprint | WP WORKPRINT                                                                     | Изключително редки                                               |
| Копие на филма, направено от незавършена версия на филмовото студио. Обикновено при workprint липсват някои ефекти, като често има и други разлики с финалната кино версията, като например липсващи или допълнителни сцени. Workprint може да съдържа воден знак, лого или времеви маркер в някой от ъглите. |                                                                                  |                                                                  |
| Telecine | TC HDTC TELECINE                                                                 | Изключително редки;                                              |
| Копие, заснета от филмов печат, използвайки машина, която прехвърля филма от неговата аналогова макара в цифров формат. Това са редки, защото телечинните машини за правене на тези отпечатъци са много скъпи и много големи. Въпреки това те напоследък стават много по-чести. Telecine има основно същото качество като DVD, тъй като техниката е същата като дигитализирането на реалния филм на DVD. Резултатът обаче е по-лош, тъй като изходният материал обикновено е макара за копиране с по-ниско качество. Телекинските машини обикновено причиняват незначително ляво-дясно трептене в картината и имат по-ниски нива на цветовете в сравнение с DVD. HDTC се използва за означаване на видеозапис с висока разделителна способност. |                                                                                  |                                                                  |
| Pay-Per-View Rip | PPV PPVRip                                                                       | Често срещани                                                    |
| PPVRips идват от източници на Pay-Per-View. Всички издания на PPVRip са съвсем нови филми, които все още не са пуснати на Screener или DVD, но са достъпни за гледане от клиенти с висококачествени телевизионни пакети. |                                                                                  |                                                                  |
| Screener | SCR SCREENER DVDSCR DVDSCREENER BDSCR                                            | Доста често срещани                                              |
| Това са ранните издания на DVD или BD на кино версия на филм, обикновено изпратени на рецензенти на филми, членове на академията и ръководители за целите на ревю. „Скрийнърите“ обикновено имат съобщение във видеото от типа на: „Филмът, който гледате, е рекламно копие. Ако сте закупили този филм в магазин за търговия на дребно, моля свържете се с 1-800-NO-COPIES за да го съобщите.“ или по-често, ако е кандидат за награда – „FOR YOUR CONSIDERATION.“ Освен това, някои филмови студиа пускат скрийнърите си с редица сцени с различна продължителност, показани в черно-бяло. Освен това послание и случайните черно-бели сцени скрийнърите обикновено са с малко по-ниско качество от DVD-Rip, поради по-малката инвестиция в DVD мастеринг за ограничено време. Някои скрийнъри, които съдържат наслагващото съобщение, се изрязват, за да се премахне съобщението и да се пуснат неправилно означени като DVD-Rips. Бележка: Скрийнърите правят малко изключение тук – тъй като съдържанието може да се различава от версията за продажба, то може да се счита за по-ниско качество от DVD-Rip (дори ако въпросният скрийнър произлиза от DVD). |                                                                                  |                                                                  |
| Digital Distribution Copy or Downloadable/Direct Digital Content | DDC                                                                              | Често срещани                                                    |
| Дигиталното разпространяващо се копие (digital distribution copy, съкратено DDC) е като цяло същото като Screener, но е изпратено цифрово (FTP, HTTP и т.н.) на компаниите вместо чрез пощенската система. Това прави разпределението по-евтино. Качеството му е по-ниско от това на R5, но по-високо от Cam или Telesync. В warez scene DDC може да означава Downloadable/Direct Digital Content, което не е достъпно безплатно. |                                                                                  |                                                                  |
| R5 | R5 R5.LINE R5.AC3.5.1.HQ                                                         | Доста често срещани                                              |
| R5 е DVD в продажба от регион 5. Регион 5 се състои от Русия, Индийският субконтинент, по-голямата част от Африка, Северна Корея, и Монголия. R5 рилийзите се различават от нормалните рилийзи по това, че са директен трансфер на филма без обработка на картината. Ако DVD-то не съдържа английска аудио пътечка, то R5 видеото се синхронизира с такава от предходен рилийз. В този случай се добавя надписът LiNE. Това означава, че звукът често не е толкова добър, колкото при DVD-Rips. За да се отчете по-малкото качество на звука, което обикновено се съдържа в изданията на R5, някои рилийз групи взимат висококачествената 5.1-канална аудио писта на руски или украински, включена в DVD-R5, и я модифицират със софтуер за редактиране на звук. Те премахват неанглийската говорима част от аудиото и синхронизират останалата част, която съдържа висококачествени звукови ефекти и музика с предварително записан източник на английски вокали, който обикновено се извлича от издание с тагове LiNE. Резултатът от този процес е аудио пътека с почти съвършен звук за DVD качество на DVD, която е включена в изданието на филма. Изданията от този тип обикновено са маркирани с AC3.5.1.HQ и подробности за това, което е направено за аудио записа, както и за видеото са представени в бележките за изданието, придружаващи пиратския филм. Другите региони са: - R0 Без регионално кодиране - R1 Съединени американски щати, Канада - R2 Европа, включително Турция, Египет, Саудитска Арабия, Япония, Израел, Малайзия и Южна Африка - R3 Корея, Тайланд, Виетнам и Индонезия - R4 Австралия и Нова Зеландия, Латинска Америка, Карибите и Океания - R5 Индия, Африка (с изключение на Египет, Южна Африка, Свазиленд и Лесото), Русия и постсъветските държави - R6 Китайска народна република - R7 Запазени за бъдеща употреба, DVD-тата, свързани с MPAA, и „копия от медиите“ на предварителните издания в Азия - R8 Авиокомпании / Круизни кораби - R9 Expansion (often used as region free) |                                                                                  |                                                                  |
| DVD-Rip | DVDRip/DVDMux                                                                    | Изключително популярни                                           |
| Окончателна версия на филм за продажба на дребно, обикновено пусната преди да е на разположение извън неговия регион. Често след като една група пирати издава висококачествено DVD-Rip, „расата“, за да освободи този филм, ще спре. Изданието е AVI файл и използва XviD кодека (някои в DivX) за видео и обикновено mp3 или AC3 за аудио. Поради високото си качество, DVD-Rips обикновено заменят всички по-ранни копия, които може би вече са били разпространявани. Широкоекранните DVD дискове се обозначават като WS.DVDRip. DVDMux се различава от DVDRips, тъй като те са склонни да използват кодека x264 за видео, AAC или AC3 кодек за аудио и да го мултиплексират в .mp4 / .mkv файл. |                                                                                  |                                                                  |
| DVD-R | DVDR, DVD-Full, Full-Rip, ISO rip, lossless rip, untouched rip, DVD-5/DVD-9      | Доста често срещани                                              |
| Една окончателна версия на филм във формат DVD, обикновено цялостно копие от оригиналното DVD. Ако оригиналът на DVD се пусне във формат DVD-9, екстрите могат да бъдат премахнати и / или видеоклипът да бъде кодиран отново, за да се направи снимката по-евтина за записване и по-бързо изтегляне на DVD-5 формат. DVD-R версиите често придружават DVD-Rips. Разкъсванията на DVD-R са по-големи, като обикновено зареждат съответно 4,37 или 7,95 GiB, осигурени съответно от DVD-5 и DVD-9. Неуплътнените или без загуби разкъсвания в най-строгия смисъл са 1: 1 разкъсвания на източника, като нищо не се премахва или променя, макар често дефиницията да е олекотена, за да включва DVD-та, които не са били прекодирани и никакви функции не са премахнати от гледна точка на потребителя, ограничения и възможни неприятности, като предупреждения за авторски права и визуализации за филми. |                                                                                  |                                                                  |
| HDTV, PDTV or DSRip | DSR DSRip SATRip DTHRip DVBRip HDTV PDTV TVRip HDTVRip                           | Изключително популярни                                           |
| TVRip е източник на улавяне от аналогова карта за улавяне (коаксиална / композитна / s-видео връзка). Цифровият спътник RIP (DSR, наричан още SATRip или DTH) е разкъсване, което се заснема от нестандартен цифров източник като спътник. HDTV е заснето от заснетия източник от телевизора с висока разделителна способност, докато PDTV (Pure Digital TV) означава всяко отразено SDTV извличане, използвайки само цифрови методи (HDMI). DVB rips често идват от предавания безжично (като цифрова наземна телевизия). С източник на HDTV качеството може понякога дори да надмине DVD. Филмите в този формат започват да растат в популярност. Някои рекламни и рекламни банери могат да се видят на някои издания по време на възпроизвеждане. Източниците на аналогови, DSR и PDTV често се кодират отново до 512 × 384, ако са на цял екран, на 640x480, ако е цял екран и 720x404 ако е широкоекранен. Източниците на HDTV се кодират отново на различни резолюции като 720x404 (360p), 960x540 (540p), 1280x720 (720p) и 1920x1080 (1080p) при различни размери на файловете за пиратски версии. Те могат да бъдат заснети с прогресивно сканиране или не (480i цифрово предаване или 1080i излъчвано за HD капачки). |                                                                                  |                                                                  |
| VODRip | VODRip VODR                                                                      | Често срещани, популярността им се увеличава                     |
| VODRip е съкращение за Video-On-Demand Rip. Това може да стане чрез записване или заснемане на видео / филм от VOD услуга, например чрез кабелна или сателитна телевизия. Повечето компании ще заявят, че извличането или заснемането на филми е нарушение на политиката им за използване, но VODRip става все по-популярно, тъй като изисква малко технология или настройка. Има много онлайн услуги, които не изискват задължително свързване на телевизор с компютър. Това може да стане чрез използване на софтуер за идентифициране на адреса на източника на видео и изтеглянето му като видео файл, което често е методът, който носи крайния резултат с най-добро качество. Някои хора обаче са използвали екранни камери, които ефективно записват, подобно на видеокамера, това, което е в определена част от екрана на компютъра, но го прави вътрешно, което прави качеството не с HD качество, но въпреки това значително по-добро от Cam или Telesync версия, заснета от кино, телевизия или компютър. |                                                                                  |                                                                  |
| WEB-DL (P2P) | WEBDL WEB DL WEB-DL HDRip WEB-DLRip                                              | Често срещани, популярността им се увеличава                     |
| Това е филм или телевизионно предаване, изтеглено чрез уебсайт за онлайн разпространение, като iTunes. Качеството е доста добро, тъй като те не се кодират отново. Потоците за видео (H.264) и аудио (AC3 / AAC) обикновено се извличат от видеофайла на iTunes или AmazonVideo и след това се превръщат в MKV контейнер, без да се жертва качеството. Предимство при тези издания е, че те най-вече нямат ТВ логота на екрана, точно като BD / DVDRips. HDRip е кодирана версия на всеки HD източник, като BRRip, BDRip или HDTV, в по-малък размер на файла. Въпреки че първоначалният източник може да е с по-висока разделителна способност, групите често прекодират релийзите на 720p. WEB-DLRip е всяка преформатирана версия на WEB-DL източник в по-малък размер и има тенденция да е с намалена резолюция до 720p; все пак, 1080p WEB-DLRips са все още често срещани. |                                                                                  |                                                                  |
| WEBRip | WEBRip (P2P) WEB Rip (P2P) WEB-Rip (P2P) WEB (Scene)                             | Често срещани, WEB-DL е по-предпочитан                           |
| Това е файл, който е записан от стрийминг услуга като Hulu, Crunchyroll, DiscoveryGO, BBC iPlayer и т.н. Качеството понякога е сравнимо или дори превъзхожда WEB-DL, но скоростта на предаване на данни обикновено е по-ниска, за да се спести стрийминг трафик (например, Hulu WEBRips често имат по-добро качество на картината от iTunes WEB-DL, но по-лошо аудио, AAC 2.0 срещу DD 5.1). Файлът често се извлича, като се използват протоколите HLS или RTMP/E и се remmo от контейнер TS, MP4 или FLV към MKV. |                                                                                  |                                                                  |
| WEBCap | WEB-Cap WEBCAP WEB Cap                                                           | Сравнително популярен, WEBRip/WEB-DL е по-предпочитан            |
| Представлява заснемането на видео от услуга за стрийминг с поддръжка на DRM, като Amazon Instant или Netflix. Качеството може да варира от посредствено (сравнимо с нискокачествено XVID кодиране) до отлично (сравнимо с висококачествено BR кодиране). По същество качеството на полученото изображение зависи от скоростта на интернет връзката и спецификациите на записващата машина. WEBCaps често се означават като WEBRips, с бележка от енкодера за информация на останалите. |                                                                                  |                                                                  |
| Blu-ray/BD/BRRip | BDRip BRRip Blu-Ray / BluRay / BLURAY BDMV BDR BD5/BD9 (also known as BD25/BD50) | Изключително популярни, като популярността им постоянно расте    |
| Подобен на DVD-Rip, само че източника е Blu-ray Диск. BD/BRRip с размера на DVD-Rip обикновено изглежда по-добре от DVD rip заради по-доброто качество на Blu-ray дисковете. Често срещано недоразумение сред пиратите е, че BDRip и BRRip са едно и също нещо. Те се различават по това, че BDRip идва директно от източника на Blu-ray, докато BRRip се транскодира от предварително издание, обикновено от 1080p BDRip от друга група. BDRips често са с размера на DVD-Rip, кодирани в Xvid или x264 (често 700 MB и 1,4 GB), а често и по-големи при x264, DVD5 или DVD9 (често 4.5 GB или по-големи, в зависимост от дължината и качеството). BD5 или BD9 също са налични, които са малко по-малки от съответстващите им DVD5 / DVD9 версии. Те са съвместими с AVCHD, използвайки структурата на папките на BD, и са предназначени за записване на DVD дискове, за да се възпроизвеждат в съвместими с AVCHD Blu-Ray плейъри. По-нови рилийзи, вероятно свързани с поевтиняването на мястото за съхранение, са пълни Blu-ray копия (изображения). Те обикновено се наричат BD25 или BD50 и могат или не могат да бъдат remuxed (но не и transcoded). (Remuxing запазва оригиналното видео, но елиминира аудио записи и/или добавя звук на други езици). BD / BRRips се предлагат в различни версии: m-720p (mini 720p или 720p-LQ), който е компресиран вариант на 720p и обикновено с размер около 2 – 3 GB; 720p, който обикновено е около 4 – 7 GB, е най-изтегляната форма на BDRip; m-1080p (мини 1080p или 1080p-LQ), който обикновено малко по-гялям 720p; и 1080p, с размери от 8 GB до 40 – 60 GB. Съществуват и версии mHD (mini HD, наричан още HDlight), които са кодирани в същата резолюция, но са с по-малък битрейт и са по-малки по размер. |                                                                                  |                                                                  |

## Специална терминология при наименуване
„Рилийз“ идва от английската дума „release“, която означава „пускане“, „освобождаване“. Има се предвид „пускането“ на филма в пиратските среди в интернет. Освен името на филма, в имената на различните рилийзи може да присъства името на рилийзъра или рилийз групата, използвания видео или аудио кодек, рилийз формата, както и други съкращения носещи информация за произхода, съдържанието или езика на рилийза. Със съкращението HC в някои релийзи се визират hard coded субтитри. В таблицата по-долу са отбелязани различните съкращения спрямо източника на видео съдържание.
| Надпис | Източник                                                   |
| ------ | ---------------------------------------------------------- |
| ABC    | American Broadcasting Company                              |
| AMZN   | Amazon Studios                                             |
| CBS    | CBS Corporation                                            |
| CC     | Comedy Central                                             |
| CW     | The CW                                                     |
| DSNY   | Disney Networks (Disney Channel, Disney XD, Disney Junior) |
| FREE   | Freeform                                                   |
| HULU   | Hulu Networks                                              |
| iP     | BBC iPlayer                                                |
| MTV    | MTV Networks                                               |
| NBC    | National Broadcasting Company                              |
| NICK   | Nickelodeon                                                |
| NF     | Netflix                                                    |
| RED    | YouTube Red                                                |
| TF1    | TF1 Network                                                |